# Paweł Januszewicz
Paweł Januszewicz (ur. 18 maja 1952 w Warszawie) – polski lekarz pediatra, profesor nauk medycznych, wieloletni dyrektor Centrum Zdrowia Dziecka w Warszawie.

## Życiorys
Pochodzi z rodziny o tradycjach medycznych. Ukończył Liceum Ogólnokształcące im. Tadeusza Reytana (1971), w którym uzyskał maturę z wyróżnieniem. W 1971 rozpoczął studia lekarskie w Akademii Medycznej w Warszawie. W 1977 otrzymał dyplom lekarza medycyny, a także nagrodę rektorską za dobre wyniki w nauce. Studia podyplomowe ukończył w RFN i Kanadzie. W latach 1981–1983 przebywał na stypendium w Institut für Klinische Pharmakologie w Stuttgarcie. W 1983 uzyskał stopień doktora nauk medycznych. Od 1984 do 1986 przebywał w Medical Research Council of Canada w Montrealu w Kanadzie. W 1987 uzyskał I stopień specjalizacji z pediatrii, a w 1988 stopień doktora habilitowanego nauk medycznych. Jego rozprawa habilitacyjna miała tytuł: Wpływ przedsionkowego czynnika sodopędnego na uwalnianie hormonu antydiuretycznego in vitro i in vivo. W 1989 uzyskał II stopień specjalizacji z pediatrii. W 1998 otrzymał Order Uśmiechu. Jest jednym z założycieli Wielkiej Orkiestry Świątecznej Pomocy. W 2004 uzyskał specjalizację w dziedzinie zdrowia publicznego. Brat prof. Andrzeja Januszewicza. Jest żonaty (żona Ewa), z którą ma troje dzieci. Prowadzi wraz z Eweliną Kopic program Encyklopedia Zdrowia w Polsat News.